# Sugilita
La sugilita es un mineral de la clase de los ciclosilicatos, y dentro de esta pertenece al llamado “grupo de la osumilita”. Fue descubierta en 1976 en Iwagi, en la prefectura de Ehime (Japón), siendo nombrada así en honor de Ken-ichi Sugi, petrólogo japonés. Sinónimos poco usados son: IMA1974-060 o lavulita.

## Características químicas
Es un silicato de potasio, sodio, hierro y litio. Presenta estructura molecular de ciclosilicato con anillos dobles de seis miembros. El grupo de la osumilita en que se encuadra son todos ciclosilicatos muy complejos.
Además de los elementos de su fórmula, suele llevar como impurezas: aluminio, manganeso, circonio, titanio y agua.

## Formación y yacimientos
Aparece en rocas ígneas alcalinas y en yacimientos de manganeso metamorfizados estratificados. Se ha visto en sienita que contenía egirina en granito con biotita.
Suele encontrarse asociado a otros minerales como: albita, egirina, pectolita, titanita, allanita, andradita, zircón o apatito.

## Usos
Los ejemplares más grandes y coloridos pueden ser pulidos y utilizados como gema en joyería.